# Spitsbergen en Jan Mayen

Locatie van Spitsbergen en Jan Mayen op de wereldkaart

Spitsbergen en Jan Mayen is een statistische benoeming in ISO 3166-1 van de twee delen van het koninkrijk Noorwegen en is gelegen in de Noordelijke IJszee onder twee afzonderlijke rechtsgebieden: Spitsbergen en Jan Mayen. Hoewel de twee worden gecombineerd voor de toepassing van de ISO-categorie, zijn ze administratief niet verbonden.
Terwijl de arctische archipel van Spitsbergen onder de volledige soevereiniteit van Noorwegen staat, heeft het een speciale status erkend door het Spitsbergenverdrag, met als gevolg bepaalde verplichtingen en een aantal verschillen in bestuur en de internationale overeenkomsten door de Noorse regering. Zo valt bijvoorbeeld Spitsbergen niet onder de Verdragen van Schengen, terwijl dit wel geldt voor de rest van Noorwegen (waaronder Jan Mayen). Immigranten mogen ook werken en wonen in Spitsbergen zonder visum. Spitsbergen wordt bestuurd door een gouverneur die rapporteert aan de Noorse minister van Justitie.
Het afgelegen eiland Jan Mayen is geïntegreerd in het territorium van Noorwegen en het heeft geen enkele van de speciale eigenschappen die op Spitsbergen van toepassing zijn. Daarom heeft Jan Mayen geen directe geografische (de twee gebieden liggen ongeveer 1000 km van elkaar) of anderszins administratieve verbinding met Spitsbergen.
Er zijn aanwijzingen dat, gezien de oprichting van een aparte ISO-codering voor Spitsbergen, het de voorkeur van het Noorse ministerie van Buitenlandse Zaken was om ook Jan Mayen te omvatten.
De ISO-aanduiding is overeengestemd met een gelijkwaardige categorie van de United Nations Statistics Division en gebruikers van deze classificatiesystemen kunnen in sommige gevallen afzonderlijk rapporteren voor "Svalbard en Jan Mayen" in plaats van het plaatsen van deze informatie in de categorie "Noorwegen".
Op grond van de ISO 3166-1-toewijzing met tweelettercode 'SJ' werden Spitsbergen en Jan Mayen samen gegroepeerd en kregen ze de internet-landcode voor topleveldomeinen (ccTLD) .sj toegewezen. De inwoners van Spitsbergen en Jan Mayen gebruiken echter de ccTLD van Noorwegen (.no), terwijl .sj daardoor ongebruikt blijft.